# 桑卡拉河

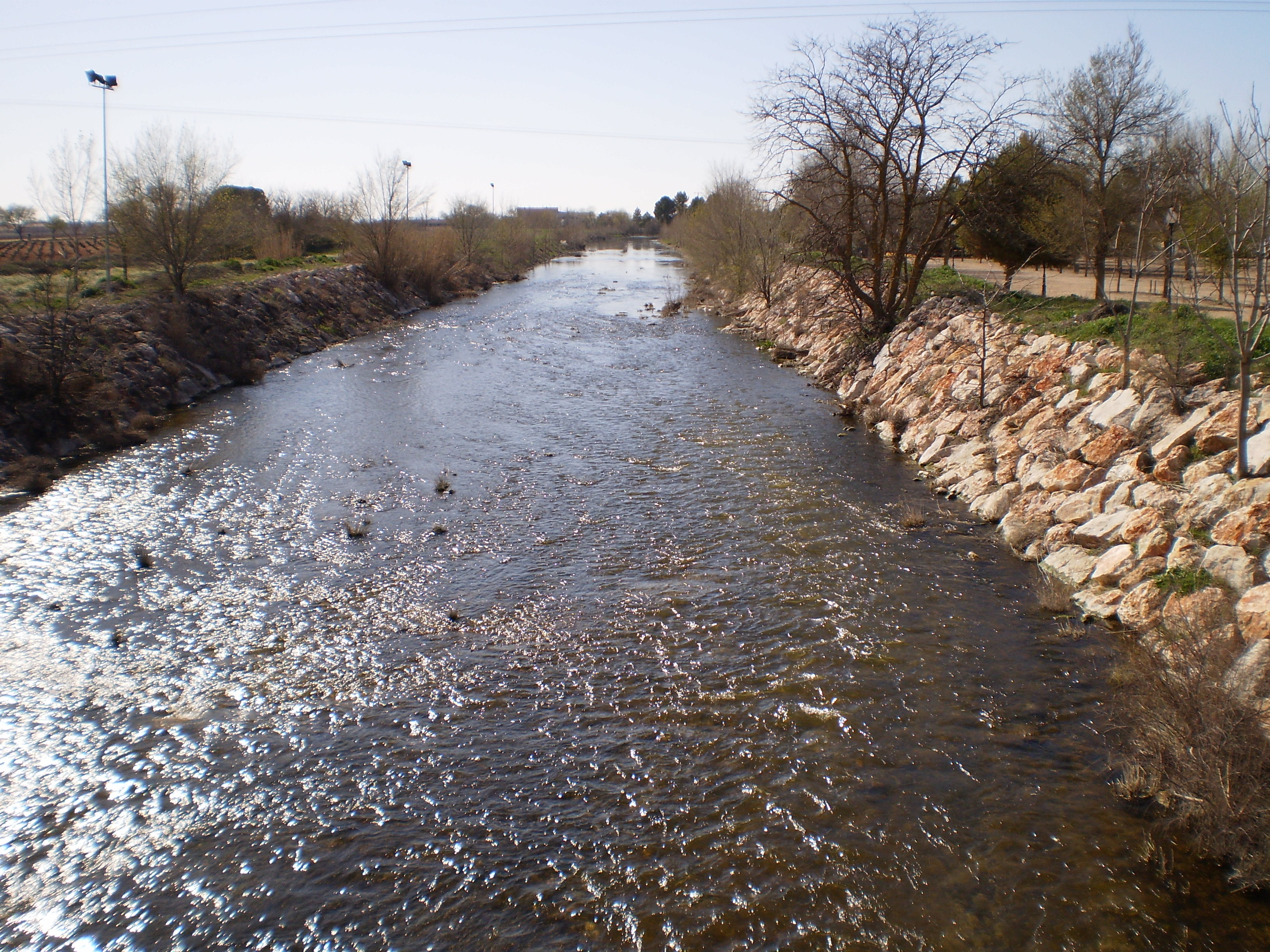
桑卡拉河

桑卡拉河（西班牙語：Río Záncara）是西班牙的河流，屬於西圭拉河的支流，發源自阿維亞德勞維斯帕利亞，河道全長168公里，流域面積5,726平方公里，平均流量每秒1.93立方米。

## 外部連結
- Confederación hidrográfica del Guadiana （页面存档备份，存于）

39°24′N 2°57′W / 39.400°N 2.950°W